# Варнаєво
Варнаєво (рос. Варнаево) — присілок в Вознесенському районі Нижньогородської області Російської Федерації.
Населення становить 253 особи. Входить до складу муніципального утворення Благодатовська сільрада.

## Історія
Від 2004 року входить до складу муніципального утворення Благодатовська сільрада.

## Населення
| 1999 | 2002 | 2010 |
| ---- | ---- | ---- |
| 345  | ↗349 | ↘253 |